# Five Nights at Freddy's: La guida ufficiale
Five Nights at Freddy's: La guida ufficiale (Five Nights at Freddy's: The Freddy Files) è una guida strategica scritta nel 2017 da Scott Cawthon, illustrata da Emese Szigetvári e pubblicata da Scholastic. In Italia è stata pubblicata a maggio 2018 dall'Editrice Il Castoro con traduzioni di Martina Sala.
Una edizione aggiornata (The Freddy Files: Updated Edition) è stata pubblicata il 25 giugno 2019 ed in Italia nel settembre 2020. Infine una terza edizione chiamata Five Nights at Freddy's: La guida definitiva (Five Nights at Freddy's: The Ultimate Guide) è stata pubblicata il 7 dicembre 2021 ed è uscita il 2 luglio 2024 in Italia.

## Creazione e sviluppo
La guida è stata annunciata a febbraio 2017 e prometteva ai lettori di un'immersione "nella mitologia, modalità di gioco, segreti e misteri nascosti all'interno del Freddy Fazbear's Pizza".
Secondo l'autore, inizialmente doveva trattarsi di un romanzo investigativo ed il protagonista è cambiato più volte: inizialmente un detective, poi un fan della serie esterno ed infine un blogger che cercava di fuorviare i lettori. Scott ha scartato l'idea ed ha deciso infine di fare una guida, lasciando però alcune scritte in rosso dei vecchi protagonisti.
L'ultima di queste versioni scartate è stata presumibilmente trapelata nel 2024, ma l'autore sembra smentire la sua attendibilità.

## Struttura
La guida è divisa in capitoli, ognuna dedicata ad un videogioco della saga o un romanzo. Ogni capitolo dedicato alla videoludica è diviso in quattro sezioni: I misteri di Freddy; Gioco e strategia; Codici, glitch e segreti e Leggende e teorie.  Nei capitoli dedicati ai romanzi invece vi è una sezione chiamata I personaggi, che ne racconta la storia e personalità, di solito accompagnata con una illustrazione.

### I misteri di Freddy
Questa sezione è un riassunto della trama del videogioco dedicato.

### Gioco e strategia
Questa sezione mostra strategie e trucchi sulla modalità di gioco, condividendo anche dati come la durata della batteria, la mappa ed i movimenti degli animatroni. In questa sezione è dedicata anche una parte incentrata su quest'ultimi chiamata Inventario degli animatroni che descrive i personaggi con nome, aspetto, curiosità e gameplay.

### Codici, glitch e segreti
Questa sezione tratta degli easter egg, vari contenuti nascosti del gioco e Retro Arcade che tratta i minigiochi in stile Atari e cosa potrebbero significare.

### Leggende e teorie
Questa sezione infine tratta della storia segreta del videogioco e delle popolari teorie che circolano sui misteri irrisolti.

## Edizioni
Nella prima edizione vengono trattati i primi 5 giochi della saga, da Five Nights at Freddy's a Sister Location escludendo lo spin off, ed i primi due romanzi: The Silver Eyes e The Twisted Ones. La prima edizione si conclude con una immagine di Scrap Baby che ha fatto speculare su un possibile sesto titolo della saga.
L'edizione aggiornata aggiunge i 2 nuovi giochi Freddy Fazbear's Pizzeria Simulator ed Ultimate Custom Night, il romanzo The Fourth Closet e il Survival Logbook.
Infine la terza edizione aggiunge Help Wanted e Special Delivery, l'edizione graphic novel della trilogia e i primi 11 libri de' Gli incubi del Fazbear.